# جوزيف اميل هارلي
جوزيف اميل هارلي (14 أيلول - سبتمبر من سنة 1880، ولاية كارولينا الجنوبية—27 شباط - فبراير من سنة 1942, ولاية كارولينا الجنوبية) وهو سياسي أمريكي ينتمي إلى الحزب الديمقراطي وكان حاكم ولاية كارولينا الجنوبية الرقم 100 ما بين عامي 1941 إلى عام 1942 شغل هارلي منصب حاكم على ولاية كارولينا الجنوبية في 4 تشرين الثاني من سنة 1941 وشغل هذا المنصب إلى وفاته في 27 شباط من سنة 1942.